# سعيد مير
سعيد مير مواليد 25 نوفمبر 1947 في ميروت، الهند، هو لاعب كرة مضرب باكستاني سابق بدأ مسيرته كمحترف سنة 1973 وكان يلعب باليد اليمنى. أعلى تصنيف له في الفردي كان المركز الـ 235.

## روابط خارجية
- سعيد مير على موقع رابطة محترفي التنس (الإنجليزية)
- سعيد مير على موقع الاتحاد الدولي لكرة المضرب (الإنجليزية)
- سعيد مير على موقع خلاصة التنس.كوم (الإنجليزية)